# 佐宗邦威
佐宗 邦威（さそう くにたけ）は、日本の戦略デザイナーであり、戦略デザインファームBIOTOPEの代表。
多摩美術大学准教授。ビジネス書作家。
作家、環境活動家の佐宗邦皇は父。

## 著書
ビジネス書作家でもあり、「21世紀のビジネスにデザイン思考が必要な理由」、「直感と論理をつなぐ思考法 VISION DRIVEN」、「VISION DRIVEN INNOVATION ひとりの妄想で未来は変わる」、「模倣と創造〜13歳からのクリエイティブな教科書」などの著作がある。いずれの著作も海外に翻訳されており、「直感と論理をつなぐ思考法 VISION DRIVEN」は、日本で10万部近いベストセラーになった。